# Ólavsøka
Ólavsøka (eller på danska: Olaifesten, Olai även Olaj) är Färöarnas nationaldag som firas den 28 och 29 juli. Under Ólavsøkan firar färingarna den norska kungen Olav den helige. Olofsmässa har firats den 29 juli in i våra dagar även i andra delar av Norden, särskilt i Norge, men färingarnas firande har tagit sig särskilda former.
Ólavsøka är i grunden en försoning av politik och kristendom, ett uttryck för en kristen politisk kultur på Färöarna. Färingarna är det enda nordiska folk som valde Sankt Olavsmässan som nationaldag och inte endast religiöst utan också politiskt. Olof var en norsk kung i en tid när Färöarna var norska och han blev ett färöiskt helgon. På hans dödsdag vid slaget vid Stiklestad den 29 juli 1030 ger färingarna uttryck för det innersta av sin nationalitet.
Färingarna kallar sin nationalhögtid för Ólavsøka, som är den färöiska formen av det latinska vigilia sancti Olavi (vigilia = vøka på färöiska och betyder vakt). På danska kallas denna festival under dagarna för Olai-festen. Helgonkungen Olof har alltid intagit en central plats i färöisk religiös och politisk tradition och kultur.
På denna dag öppnas det över tusen år gamla parlamentet Lagtinget. Lagtingets medlemmar, medlemmar av Färöarnas landsstyre, biskop och alla landets präster och de högsta ämbetsmännen går i procession från Lagtingshuset till Tórshavns domkyrka. Efter Olaigudstjänsten går de tillbaka till Lagtingshuset där de håller öppningstal.
Det har alltid varit ceremonier omkring Lagtingets betydelse på Ólavsøkan. Nationella och internationella invånare kommer till huvudstaden för att se festligheterna. I Fårbrevet från 1298 står det bland annat när festen skall börja.
Idag är lagtingsprocessionen (Ólavsøkuskrúðgongan) en fast del av Ólavsøkufesterna. Den avspeglar den gamla förbindelsen mellan parlament och kyrka. 
Den 28 juli under Ólavsøkuaftan (Olaiafton) blir det kappróður (kapprodd med färöbåt). Under festligheterna är det också utställning i Nordens hus på Färöarna samt konserter med kända sångare och sångerskor.
Under festligheterna säger färingarna Góða Ólavsøku! (God St. Olavsfest!) till varandra, som en extra hälsning.